# Droga wojewódzka 437
Die Droga wojewódzka 437 (DW 437) ist eine neun Kilometer lange Droga wojewódzka (Woiwodschaftsstraße) in der polnischen Woiwodschaft Großpolen, die Dolsk und Koszkowo verbindet. Die Strecke liegt im Powiat Śremski und im Powiat Gostyński.

## Streckenverlauf
Woiwodschaft Großpolen, Powiat Śremski
-  Dolsk (Dolzig) (DW 434)

Woiwodschaft Großpolen, Powiat Gostyński
-  Koszkowo (Koschkowo) (DK 12)